# Bandoneon
Bandoneon je četverokutna harmonika rastegača s većim brojem glasova (130 tonova) od obične harmonike, popularna je u Argentini. Ime je dobila po izumitelju Heinrichu Bandu.